# Vrh pri Pahi
Vrh pri Pahi – wieś w Słowenii, w gminie miejskiej Novo mesto. W 2018 roku liczyła 81 mieszkańców. 